# Пять латов (монета)
Пять латов — монета, выпускавшаяся в Латвии в 1929, 1931 и 1932 годах. Монета была популярным символом независимости в период вхождения Латвии в состав Советского Союза среди части населения, прежде всего среди бывшей элиты Латвийской Республики, лиц, подвергшихся репрессиям, а кроме того, латышских эмигрантов.

## История
В феврале 1929 года Министерство финансов Латвии приняло решение о выпуске монеты в 5 латов с изображением головы девушки, которая символизирует Латвийскую Республику и свободу. Дизайн монеты был разработан Рихардом Зариньшем. Изображение девушки известно как Милда (латышское женское имя). Прообразом Милды была Зелма Брауэре (1900—1977), которая работала корректором в Государственной типографии ценных бумаг. Она служила образцом и для других произведений художника, в том числе банкнот в 10 и 20 латов и монеты в 50 сантимов.
В 1939 году латвийское правительство приняло решение о подготовке к выпуску новых монет в 5 латов в 1941 году. Согласно плану, девушка должна была быть заменена на портрет авторитарного лидера Латвии Карлиса Улманиса. Однако эти монеты никогда не чеканились в связи с вхождением Латвии в состав Советского Союза.
В 1940 году латвийские латы продолжали находились в обращении наравне с советскими рублями, хотя серебряные монеты в основном исчезли из оборота. 25 марта 1941 года латы были внезапно, без предупреждения, выведены из оборота. На руках у населения осталось около 50 миллионов латов, которые впоследствии не были обменены на рубли. Это вызвало недовольство среди населения в преддверии войны со всеми вытекающими из этого последствиями. После изъятия из обращения, у советских властей остались монеты в 5 лат на общую сумму 3,6 миллиона. В 1960 году советские власти продали монеты в 5 латов иностранным нумизматам по цене 28 марок ФРГ. В то же время, Госбанк СССР начал выкупать у населения золотые и серебряные монеты. Монету в 5 латов можно было продать за 60 копеек.

## Пять латов 2003 и 2012 годов выпуска
Банк Латвии выпустил две памятные коллекционные монеты номиналом в 5 латов, повторяющие изображение монеты 5 латов 1929—1932 годов. Первая была выпущена в 2003 году в рамках международной серии «Самые маленькие золотые монеты мира». Вторая была выпущена в 2012 году в ознаменование 90-летия банка Латвии. Монеты чеканились Британским Королевским монетным двором.
- Реверс золотой памятной монеты в 5 латов
- Аверс золотой памятной монеты в 5 латов
- Реверс серебряной памятной монеты в 5 латов
- Аверс серебряной памятной монеты в 5 латов

## Зелма Брауэре на других банкнотах и монетах
Изображение Зелмы Брауэре, девушки с реверса пятилатовой монеты, присутствует в дизайне банкноты в 500 латов. Она также является водяным знаком на всех латвийских банкнотах образца 1992 года.
В 2004 году, после общенационального конкурса идей, был выбран дизайн для латвийских монет в 1 и 2 евро, на которых также присутствует изображение Зелмы Брауэре. На гурте монеты в 2 евро изображена надпись, аналогичная той, что на гурте монеты в 5 латов.
- Лицевая сторона банкноты в 500 латов образца 1992 года
- Монета в 1 евро, выпущенная Латвией
- Монета в 2 евро, выпущенная Латвией